# Rafael Lopez
Rafael Manuel Lopez (né le 2 octobre 1987 à Philadelphie, Pennsylvanie, États-Unis) est un receveur de la Ligue majeure de baseball.

## Carrière
Joueur des Seminoles de l'université d'État de Floride, Rafael Lopez est repêché au 16e tour de sélection par les Cubs de Chicago en 2011.
Il fait ses débuts dans le baseball majeur le 2 septembre 2014 avec les Cubs et dispute 7 matchs avec eux en fin de saison. Il partage la saison 2015 en ligues mineures entre les Cubs de l'Iowa et les Bees de Salt Lake, respectivement affiliés aux Cubs de Chicago et aux Angels de Los Angeles, à qui il est échangé le 3 juillet 2015 pour le lanceur gaucher des mineures Manuel Rondon.